# Sooke
Sooke är en ort i Kanada.   Den ligger i provinsen British Columbia, i den sydvästra delen av landet, 3 600 km väster om huvudstaden Ottawa. Sooke ligger 39 meter över havet och antalet invånare är 6 145.
Terrängen runt Sooke är kuperad åt nordost, men söderut är den platt. Havet är nära Sooke åt sydväst. Närmaste större samhälle är Langford, 18,6 km nordost om Sooke. 
I omgivningarna runt Sooke växer i huvudsak barrskog. Runt Sooke är det ganska tätbefolkat, med 60 invånare per kvadratkilometer.